# Heteralex
Heteralex là một chi bướm đêm thuộc họ Geometridae.